# FIFA Manager
FIFA Manager (FIFAM) — серія відеоігор у жанрі футбольного менеджера.

## Історія
Свою історію серія веде з 1997, коли компанія DICE Computer Games розробила футбольний менеджер FIFA Soccer Manager на замовлення Electronic Arts. У жовтні того ж року компанія Electronic Arts випустила його під однією зі своїх торгових марок EA Sports. Через рік вийшло продовження гри під назвою The FA Premier League Football Manager 1999 (2000—2002). Таку назву гра мала до 2001. У 2002 гра змінила назву на Total Club Manager (TCM 2002—2005), під яким виходила аж до 2004.
У 2005 гра отримала свою нинішню назву FIFA Manager. Першою ластівкою був FIFA Manager 2006. Він і заклав структуру нинішньої версії гри. Його розробку вже самостійно проводила німецька студія Bright Future.
Свою колишню назву гра зберегла в Іспанії, де вона як і раніше випускається як Total Club Manager. У Франції гра випускається під назвою LFP Manager, а в Німеччині як Fussball Manager. У всьому іншому світі FIFA Manager виходить під своєю звичайною назвою.

## Опис
FIFA Manager є на сьогодні найпопулярнішим симулятором футбольного менеджера.
Головні особливості гри: це повний контроль над футбольним клубом — починаючи від тренування і тактики, закінчуючи управлінням всією великою інфраструктурою клубу.
Гравець може займатися трансферами в самих різних варіантах (аж до обмінів з доплатою), управляти клубними та частково міськими будівлями (для цих цілей в гру вбудований своєрідний міні-SIM CITY), а також будувати стадіони.
Велику увагу приділено опрацювання опцій ротації складу і тактики.
Окремої уваги заслуговує 3D-матч. Використовується рушій від популярного футбольного симулятора FIFA. Для атмосфери додані фанатські пісні і кричалки.
База даних включає понад 3600 клубів і 31000 гравців. Понад 9000 з цих гравців забезпечені фотографіями, а кілька сотень — ще й XXL-картинками.

## Ігри серії
- FIFA Manager 10
- FIFA Manager 09
- FIFA Manager 08
- FIFA Manager 07
- FIFA Manager 06
- Total Club Manager 05
- Total Club Manager 04
- Total Club Manager 03